# Margaret Shea
Margaret Shea (Wilmette, 13 de julho de 1989), é uma velejadora norte-americana que é medalhista dos Jogos Pan-Americanos e duas vezes medalhista em Campeonatos mundiais.

## Trajetória esportiva
Após sua graduação na universidade, a atleta dedicou-se ao esporte profissional, sendo uma das fundadoras da equipe Epic Racing, da categoria Match Race. Como membro da equipe, ela conquistou uma medalha de bronze no Campeonato mundial de 2014.
Em 2019, a atleta foi vice-campeã nos Jogos Pan-Americanos, na classe 49er FX. Sua parceira foi a compatriota Stephanie Roble. A equipe foi derrotada pela dupla campeã olímpica do Brasil, Martine Grael e Kahena Kunze, que venceu nove das doze regatas. Muito mais equilibrada foi a disputa pela prata contra as argentinas Victoria Travascio e María Sol Branz, que terminou com uma vantagem de um ponto perdido a menos para as norte-americanas, após as argentinas serem desclassificadas da regata da medalha.
No ano de 2020, a atleta conquistou seu primeiro grande resultado a nível internacional: o bronze no Mundial da classe 49er FX, em Geelong, Austrália. Com este resultado, ela e sua companheira Stephanie Roble conquistaram o direito de representar os Estados Unidos nos Jogos Olímpicos de Verão de 2020, em Tóquio.